# Independent Albums
Independent Albums (även kallad Billboard Top Independent Albums) är en lista över de bäst säljande indiealbumen och EP-skivorna ur genren i USA, sammanställd av Nielsen SoundScan och publicerad varje vecka av tidskriften Billboard. Den används för att rangordna artister och grupper som inte finns på större skivbolag. Rangordningen sammanställs genom försäljningen, samt laglig nedladdning. Listan har funnits sedan 2 december år 2000.
De 25 främst placerade listorna publiceras på tidskriftens webbplats, men övriga placeringar kräver prenumeration på Billboard.biz. för att kunna se. Precis som med andra Billboardlistor, kan album också ligga på Billboard 200, huvudlistan som baseras blott på försäljningar, samt övriga Billboardlistor. Även exklusiva album, som enbart säljs i vissa butiker, kan också komma med på listan, enligt ett beslut som meddelades den 7 november 2007.
Första ettan var Who Let the Dogs Out av Baha Men, som också toppade årslistan för 2001.

### Fotnoter
1. 1 2  ”Independent Albums”. Billboard. http://www.billboard.com/charts/independent-albums#/charts/independent-albums. Läst 11 februari 2010.
2. 1 2  december 2000 ”Week of December 02, 2000 - Independent Albums”. Billboard. 2 december 2000. http://www.billboard.com/charts/independent-albums#/charts/independent-albums?chartDate=2 december 2000. Läst 11 februari 2010.
3. ↑  ”Revised Chart Policy Lands Eagles At No. 1”. Billboard. 7 november 2007. Arkiverad från originalet den 26 januari 2010. https://web.archive.org/web/20100126021037/http://www.billboard.com/bbcom/news/article_display.jsp?vnu_content_id=1003668840#/bbcom/news/article_display.jsp?vnu_content_id=1003668840. Läst 11 februari 2010.
4. ↑  ”Baha Men 'Move' To Follow 'Dogs'”. Billboard. http://www.billboard.com/news/baha-men-move-to-follow-dogs-1273146.story#/news/baha-men-move-to-follow-dogs-1273146.story. Läst 26 januari 2010.